# Norberta López
Norberta Rosa López Chaparro, coniugata Jiménez (Asunción, 6 agosto 1937 – 15 marzo 2007), è stata una cestista paraguaiana.

## Carriera
Con il Paraguay ha disputato i Campionati del mondo del 1957.